# Коргон (река)
Корго́н — левый приток Чарыша. Берёт начало на северном склоне Коргонского хребта. Длина 43 км.
Река Коргон течёт в ущелье, и только перед самым впадением в Чарыш долина расширяется. Повсеместно течение реки Коргон быстрое, порожистое, местами река образует каскады. По реке проводятся сплавы. Коргон вместе с реками Кумир и Чарыш образуют связку Кумир — Чарыш — Коргон — Чарыш, которая является маршрутом 4 категории сложности.
На Коргоне в глухом ущелье расположена Коргонская каменоломня, откуда ещё в XIX веке на Колыванскую шлифовальную фабрику возили яшмы и коргонский серо-фиолетовый порфир.

## Притоки
(км от устья)
- Луговушка
- Казиниха
- Большой Шаманный
- 12 км: Коргончик
- Большой Проходной
- 18 км: Антонов Коргон
- 27 км: Горелый Коргон
- Коргончик
- Прямой Коргон
- Белоголосов Коргон

## Данные водного реестра
По данным государственного водного реестра России относится к Верхнеобскому бассейновому округу, водохозяйственный участок реки — Обь от слияния рек Бия и Катунь до города Барнаул, без реки Алей, речной подбассейн реки — бассейны притоков (Верхней) Оби до впадения Томи. Речной бассейн реки — (Верхняя) Обь до впадения Иртыша.